# Tiffani Marinho
Tiffani Marinho, född 6 maj 1999, är en friidrottare från Brasilien. Hon deltog vid olympiska sommarspelen 2020.